# كاترو كاستيلا
كاترو كاستيلا (بالإيطالية: Quattro Castella)‏ هي بلدية في مقاطعة ريدجو إميليا في إقليم إميليا رومانيا الإيطالي.

## السكان
في سنة 1861 بلغ عدد السكان 4٬113 نسمة، وتطور العدد ليصل في سنة 2011 لـ 12٬909 نسمة.
يظهر هذا المخطط البياني تطور النمو السكاني لـ كاترو كاستيلا

## توأمة
لكاترو كاستيلا اتفاقيات توأمة مع كل من:
- فايلبورغ
- بيت ساحور